# Rhinella diptycha
O sapo-cururu (nome científico: Rhinella diptycha, antiga nomenclatura: Rhinella schneideri), também conhecido como sapo-boi, é uma espécie de anuro da família Bufonidae. É nativo da Argentina, Bolívia, Brasil, Paraguai e Uruguai. É encontrado nos biomas do Chaco, da Mata Atlântica, do Pantanal, da Caatinga e do Cerrado, sendo visto principalmente em áreas abertas e peridomiciliares.
Os machos possuem em média 13 centímetros e as fêmeas 15, sendo a maior espécie de anuro da América do Sul. Sua cor varia entre o castanho-claro ao escuro, com manchas marrons. Possui as glândulas parotoides e paracnêmis bastante desenvolvidas, o que a diferencia das outras espécies. Não possui dimorfismo sexual evidente. Quando girino, possui o corpo preto e oval, com a cauda curta e transparente. O ovo possui em média 1,8 milímetro.
Possui uma alimentação basicamente carnívora, alimentando-se de invertebrados, como insetos e aranhas, e vertebrados, como aves e roedores. A espécie também se alimenta de matéria vegetal, mas não se sabe se a ingestão é proposital. Reproduz-se entre julho e outubro, com o macho vocalizando para atrair as fêmeas. É uma das poucas espécies que não vocalizam somente no período reprodutivo. O seu amplexo é axilar e pode durar até 40 horas para que haja a oviposição. Os ovos são depositados em um cordão gelatinoso, contendo mais de 5 mil ovos, que são aderidos a plantas aquáticas. Quando os ovos eclodem, os girinos formam grupos com dezenas ou centenas de indivíduos.
Como a maior parte dos bufonídeos, essa espécie é capaz de secretar veneno, com o objetivo de afugentar os predadores, como cobras. Possui um veneno extremamente resistente, com características cardiotóxicas, devido a sua semelhança com cardioglicosídeos. Pode causar desde náuseas e vômitos até paralisia e a morte. Diferentemente de muitos mitos a respeito da espécie, ele é incapaz de esguichar propositalmente veneno, sendo necessário que suas glândulas sejam pressionadas, com o que ele é inofensivo ao ser humano, já que seria necessário que isso fosse feito e que a toxina fosse ingerida ou entrasse em contato com as mucosas para que pudesse causar algum mal.

## Taxonomia
A primeira descrição da espécie, chamada inicialmente de Bufo diptychus, foi realizada em 1862, pelo paleontólogo Edward Cope, usando como base um único indivíduo, que não fora preservado para futuras análises, e o local onde foi encontrado não foi informado, presumindo apenas que foi em algum lugar banhado pelo rio Paraná e/ou Paraguai, onde o mesmo fazia uma expedição. Em 2018, os pesquisadores Esteban Lavilla e Francisco Brusquetti ao analisarem as inconsistências de tal descrição e anuros semelhantes da região, chegaram a conclusão que a espécie Rhinella schneideri é, na verdade, sinônimo dessa, considerando que as características morfológicas são compatíveis com a descrição de Cope.
Tal sinônimo teve sua descrição realizada em 1894, pelo zoólogo austríaco Franz Werner, que deu o nome de Bufo schneideri, considerando-a como nativa do Paraguai, sendo que em 2007, os zoólogos Juan Carlos Chaparro, Jennifer Pramuk e Andrew Gluesenkamp fizeram uma revisão taxonômica no gênero de Bufo, realocando diversas espécies em outros gênero, com essa sendo movida para Rhinella, mudando sua nomenclatura binomial para Rhinella schneideri, além de também afetar a nomenclatura original, que passou a ser Rhinella diptycha. Além desse, um outro sinônimo foi descrito como uma espécie a parte, o Bufo paracnemis, cujo relato foi realizado em 1925 pelo zoólogo brasileiro Adolfo Lutz, com base em um indivíduo encontrado em Belo Horizonte, em Minas Gerais, sendo posteriormente constatado que se tratavam da mesma espécie. Devido o epíteto diptycha ser o primeiro a ser descrito como espécie, a mesma passa a ser chamada assim em primazia dos demais.
De acordo com a União Internacional para a Conservação da Natureza (IUCN), é preciso que se realizem novos estudos taxonômicos, pois existe a possibilidade de a espécie ser, na verdade, um complexo específico.
O epíteto específico schneideri é uma homenagem ao naturalista alemão Gustav Schneider (1834-1900), que costumava apoiar museus de história natural e herpetologistas. No Brasil é conhecido popularmente como "sapo-cururu", devido a sua vocalização típica, e "sapo-boi", devido ao seu tamanho e pela associação de seu coaxar com o mugido de um boi. Seu antigo nome científico é uma alusão ao fato de a espécie possuir glândulas paracnêmis, o que a diferencia de outras espécies.

## Distribuição e conservação
É frequente em vários habitats, como o Chaco, a Mata Atlântica, a Caatinga e o Cerrado, mas é mais comum em áreas abertas e urbanas. Possui uma ampla distribuição, abrangendo grande área da América do Sul, com altitudes entre 0 e 2 000 m. Na Argentina é encontrado nas províncias de Misiones, Corrientes, Chaco, Entre Ríos, Formosa, Jujuy, Salta, Santiago del Estero, Córdova, Santa Fe e Tucumán; na Bolívia é encontrado nas províncias de Beni, Cochabamba, Chuquisaca, Santa Cruz e Tarija; no Brasil é encontrado do Ceará ao Rio Grande do Sul; no Paraguai é encontrado em todo o país e no Uruguai é encontrado nos departamentos de Artigas, Salto, Paysandú, Río Negro e Soriano.
É uma espécie bastante comum, havendo, inclusive, um aumento em sua população. A IUCN a classifica como espécie pouco preocupante (LC), por ter uma ampla distribuição e população e por se adaptar facilmente aos habitats. Atualmente não existe nenhum perigo para a espécie, sendo os principais problemas localizados em pequenas áreas, como a morte por apicultores e o seu uso como animal doméstico.

## Descrição e comportamento

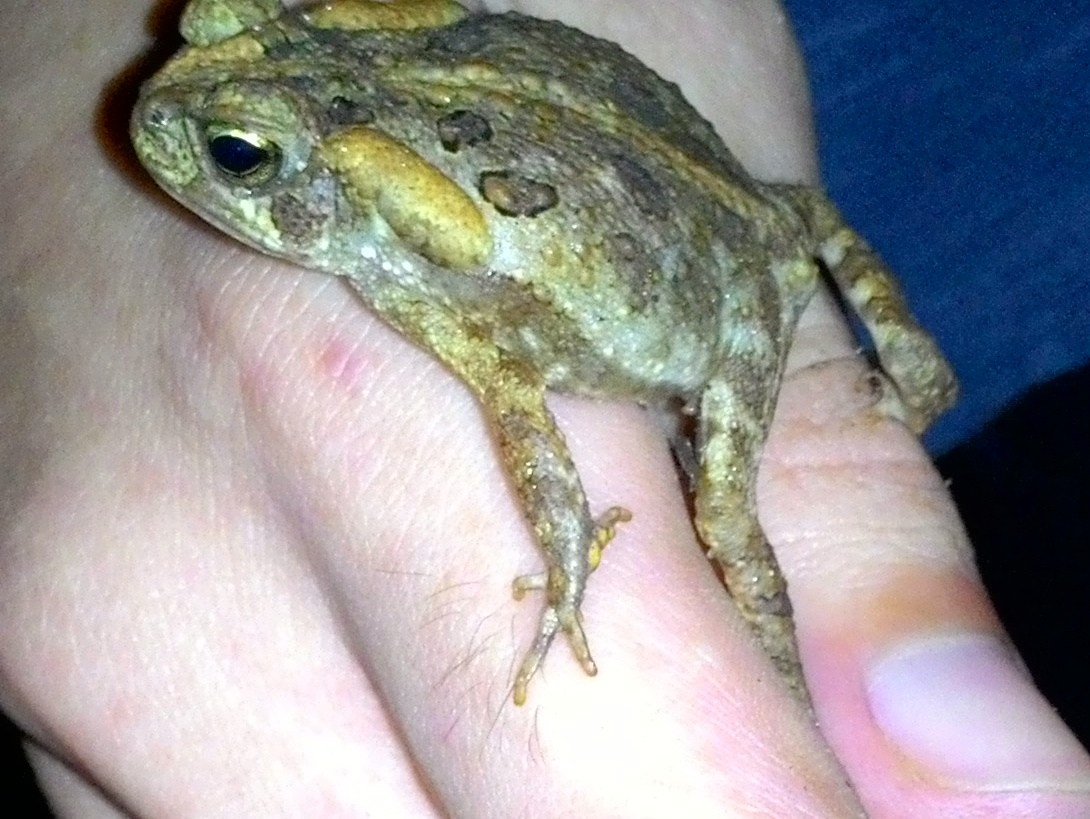
Um filhote sobre uma mão.

O macho e a fêmea medem em média respectivamente 13 e 15 centímetros, mas podem atingir os 25 centímetros, sendo a maior espécie de sapo da América. A cor do seu dorso varia entre o castanho-claro ao escuro, com várias glândulas expostas e manchas ou pontos marrons. Já os jovens possuem o dorso negro com manchas e faixas brancas. O ventre e o pescoço são esbranquiçados, com pequenos pontos escuros salpicados. Seu corpo é globular, curto e robusto. Suas glândulas parotoides são bastante desenvolvidas, estão localizadas atrás do tímpano e possuem formato de feijão, e as glândulas paracnêmis estão localizadas na tíbia. Possui um corpo robusto, com o ventre marrom-claro ou creme com manchas escuras.
Sua cabeça é curta e larga. Seu focinho é arredondado quando visto pelo dorso e truncado quando visto de perfil. O tímpano é visível e é um pouco menor que o olho. Seus membros são curtos e as pernas traseiras são frágeis. Os dedos são finos e não possuem membrana interdigital ou tubérculos. Sua pupila é larga e possui formato de fenda. Não há dimorfismo sexual evidente na coloração da pele.
É difenciado do Rhinella bergi, Rhinella granulosa, Rhinella scitula e Melanophryniscus fulvoguttatus por ter um tamanho maior e as glândulas parotoides mais desenvolvidas. Pode ser diferenciado do Rhinella marina pela presença de glândulas de veneno nas patas traseiras. Também pode ser confundido com o sapo-americano (Anaxyrus americanus), porém as espécies não compartilham o mesmo habitat.
É animal terrestre e noturno, sendo encontrado em áreas abertas e peridomiciliares. Durante o dia, enconde-se dentro de calhas e debaixo de pedras, pedaços de madeira e pilhas de tijolos. Durante a noite, é encontrado comumente próximo a postes de iluminação, onde captura insetos atraídos pela luz.

## Alimentação
Como a maior parte dos anfíbios, possui uma alimentação basicamente carnívora, alimentando-se de invertebrados (como insetos e aranhas) a pequenos vertebrados (como camundongos e aves). Isso faz com que a espécie seja classificada como generalista e oportunista. A partir de estudos, foi possível identificar que os alimentos mais frequentes são coleópteros e formigas. A ingestão de formigas é muito importante, pois substâncias presentes nesses insetos, como o ácido fórmico, fazem com que sejam investidas grandes quantidades de energia para metabolizá-las, e que sejam consumidos itens de baixo ganho de energia. A metabolização destas substâncias também auxilia na produção de bufotoxinas. O tamanho da cabeça dos indivíduos está fortemente relacionada às presas que serão predadas por estes, que as selecionam de acordo com o tamanho e quantidade. As presas são capturadas com a língua, que é elástica e pegajosa.
Também foi identificado em pesquisas que a espécie se alimenta de plecópteros, que são pequenos insetos aquáticos, o que leva a acreditar que a espécie se alimenta próximo a corpos d'água.
O sapo também pode se alimentar de material vegetal, porém não se sabe se a ingestão é voluntária ou não, podendo ocorrer acidentalmente durante a captura da presa, ou servir para auxiliar a digestão do exoesqueleto dos insetos e combater parasitas intestinais, ou ainda servir como aditivo nutricional.

## Predadores e parasitas

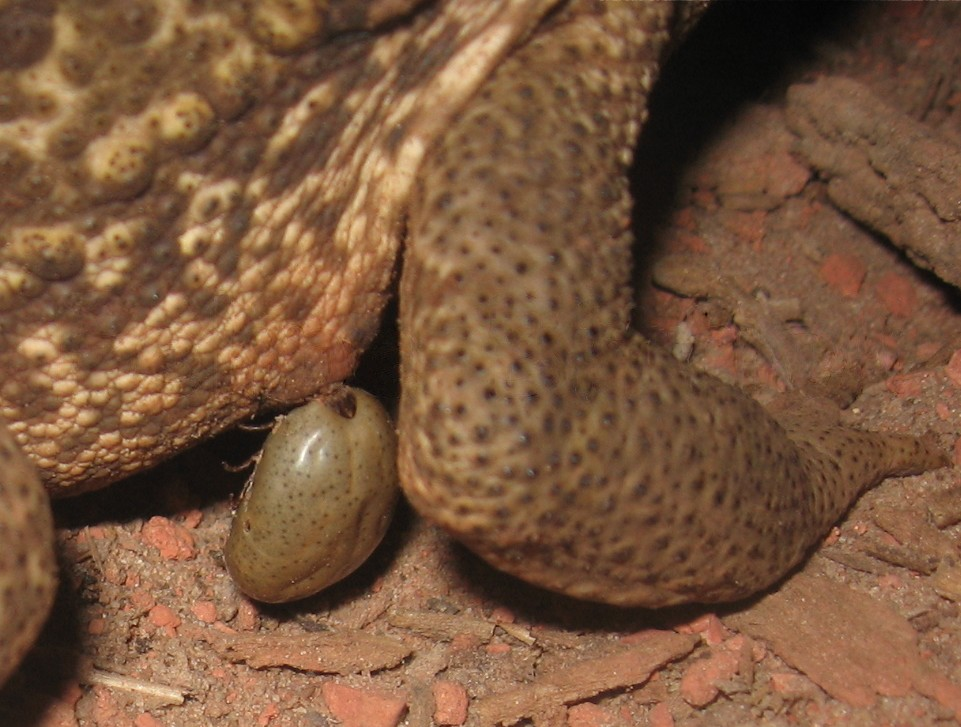
Um carrapato sugando sangue de um indivíduo.

Quando adulto, possui poucos predadores, devido ao seu veneno, porém ainda pode ser morto por outros animais, como cobras e cães, mas estes, com a ação da bufotoxina liberada quando o abocanham, não atacam os outros indivíduos. Já quando girino, possui inúmeros predadores entre aqueles que compartilham o mesmo corpo d'água, como peixes e insetos. Como os corpos d'água escolhidos para a reprodução geralmente são pequenos, os principais predadores se tornam os besouros-d'água. A presença de predadores no mesmo local pode acarretar em duas consequências: ou os girinos mudam de habitat, ou se desenvolvem mais rápido.
A espécie pode ser acometida por uma série de parasitas, podendo ser internos ou externos. Internamente, é acometida por várias espécies de nematódeos, contraindo-os de forma cutânea. Os órgãos mais afetados são o pulmão e o intestino. Já externamente, pode ser atacada por carrapatos e sanguessugas. As espécies de carrapatos mais comuns estão no gênero Amblyomma e na família Argasidae, sendo esta última mais rara e com poucos casos registrados. Já de sanguessuga, a espécie mais comum é a Batracobdella picta. Ambas os parasitas podem transmitir patógenos, sendo principalmente protozoários do filo Apicomplexa.

## Reprodução

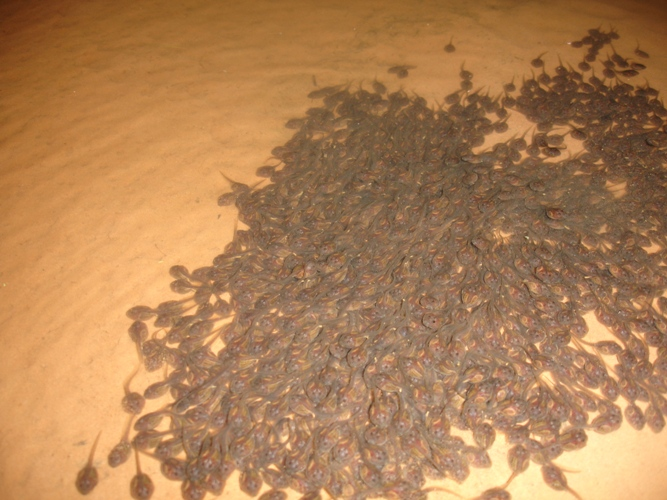
Grupo de girinos.

Sua reprodução é explosiva, ou seja, dura poucos dias e todos os participantes chegam de maneira sincrônica, e ocorre esporadicamente entre julho e outubro, período compreendido entre a estação seca e o início da chuvosa. Os machos vocalizam na margem ou no interior de lagoas, com a parte posterior do corpo submersa. Diferentemente de outras espécies, vocaliza o ano todo e não apenas na época reprodutiva. Seu canto de anúncio é formado por notas simples e multipulsionadas, sendo grave e repetitivo. Seu amplexo é axilar, podendo durar até 40 horas para que haja a oviposição. As fêmeas depositam mais de 5 000 ovos em cordões gelatinosos em corpos d'água permanentes ou temporários, que aderem em plantas aquáticas. De acordo com a lista de modos reprodutivos de anuros desenvolvida por Célio Haddad e Cynthia Prado, a espécie utiliza o Modo 1, que consiste na postura dos ovos em água lêntica e com os girinos sendo exotróficos (que se alimenta na água). O ovo mede 1,8 milímetro de diâmetro.
O girino é preto, com a cauda curta e transparente. Sua fórmula das fileiras de dentes labiais (FFDL) é 2(2)/3. Seu corpo é oval e possui 24 milímetros. Suas narinas são largas, com forma oval, direcionada à lateral do dorso e possuem uma projeção na borda. É encontrado em locais rasos e em grupos, que podem conter de dezenas a centenas de indivíduos.

## Veneno
Como a maior parte dos bufonídeos, essa espécie é capaz de secretar bufotoxinas a partir de suas glândulas parotoides e paracnêmis. O veneno é usado para afugentar predadores, como cobras, que ao tentar abocanhar o indivíduo, acabam pressionando uma de suas glândulas, fazendo com que a toxina seja liberada na boca, causando-lhes incômodo e fazendo-as soltar o sapo. Se o veneno for ingerido, o animal costuma ter náuseas e vômitos, podendo chegar a ter paralisia e até à morte. Caso o veneno entre em contato com os olhos ou mucosas, costuma-se ter forte incômodo e ardência. Causa os mesmos sintomas quando o ser humano o ingere ou deixa o veneno entrar em contato com as mucosas.
O veneno, quando extraído, pode possuir o aspecto de um líquido espesso, cremoso ou leitoso, e possuir a cor amarelada. É extremamente resistente, não sofrendo alterações quando exposto a luz, calor e até ácidos fortes. Porém consegue ser dissolvido em bases, devido a abertura do anel lactônico. Possui estrutura biológica parecida com um cardioglicosídeo, que tem como função a inibição da enzima Na+/ K+ ATPase, e faz com que o coração bata mais forte e mais devagar. Possui características neuro, cárdio e hemotóxicas. É composto principalmente por alcaloides.
Várias culturas usam o seu veneno, assim como o de outras espécies de sapos, para diversas funções. Na América do Sul, os indígenas o usam para envenenar as pontas das zarabatanas para caçar animais e pescar; também é usado em rituais religiosos. Na cultura oriental, as bufotoxinas são usadas como remédio, para curar desde dores de dente até problemas cardiovasculares.
Normalmente não representa risco ao ser humano, pois para que haja uma intoxicação é necessário que as glândulas sejam pressionadas e que o veneno seja levado até a boca ou o olho. O maior risco é para animais domésticos, como cães, que ao tentar brincar ou abocanhar o sapo, podem acabar pressionando e ingerindo a toxina, fazendo com que ela seja absorvida pelo trato gastrointestinal. O que também pode acontecer é o cão sujar a pata com a secreção e, ao limpá-la, acabar engolindo parte dela. Devido ao veneno ser principalmente cardiotóxico e possuir estrutura semelhante à de um cardioglicosídeo, um exame para saber a concentração plasmática de digoxina apresentaria um falso positivo.

## Na cultura popular
Assim como a maior parte dos sapos, o sapo-cururu não é bem visto por parte da população, por achá-lo "feio" e "nojento". Também existe a associação do sapo a bruxaria, já que ele é utilizado em rituais de magia negra e em algumas religiões de matriz africana, onde se adicionam objetos em seu interior e costuram sua boca.
Um dos maiores mitos dessa espécie é a sua capacidade de esguichar veneno. Isto não é verdade, pois não se trata de algo voluntário, já que é preciso que suas glândulas sejam pressionadas e, mesmo assim, a toxina não é jorrada com pressão. Isso pode prejudicar a espécie, já que as pessoas podem matá-lo por achar que ele irá lançar "leite" (nome dado popularmente ao seu veneno) nos seus olhos.
A espécie é citada diversas vezes em obras da literatura brasileira, como no poema de Manuel Bandeira Os Sapos, que foi uma crítica ao Parnasianismo. Ela é bastante citada em músicas infantis, como Sapo Cururu, gravado pelo projeto Galinha Pintadinha. A banda Raimundos também gravou uma música onde o sapo-cururu aparece, a faixa Língua Presa, do álbum Só no Forevis.